# Farid Mammadov
Farid Mammadov (Azeră: Fərid Məmmədov) este un cântăreț azer. Farid va reprezenta Azerbaidjanul la Concursul Muzical Eurovision 2013 cu piesa „Hold Me”.

## Biografie
Farid Mammadov s-a născut în Baku, Azerbaidjan la 30 august 1991, și este student la Universitatea Statală Azeră de Arte și Cultură. El lucrează pentru Centrul de Jazz din Baku. Încă de mic copil Farid a fost membru al ansamblului Bulbul condus de Aybaniz Hashimova. Pentru o perioadă lungă de timp acesta a fost solistul ansamblului.
În luna martie a anului 2013, Farid a câștigat selecția națională azeră, iar in mai a reprezentat Azerbaidjanul la Concursul Muzical Eurovision 2013. Mammadov a fost primul bărbat care a reprezentat singur Azerbaidjanul.

## Discografie

### Singles
| Anul | Single       |
| ---- | ------------ |
| 2012 | "Gəl yanıma" |
| 2013 | "İnan"       |
| 2013 | "Hold Me"    |